# Ceramiaceae
Ceramiaceae, porodica crvenih algi u redu Ceramiales. Postoje 463 vrste u tri potporodice

## Rodovi
Subfamilia Ceramioideae De Toni
- Tribus Antithamnieae Hommersand
  - Acrothamnion J.Agardh
  - Antithamnion Nägeli
  - Hollenbergia Wollaston
  - Macrothamnion Wollaston
  - Perikladosporon Athanasiadis
- Tribus Ceramieae C.Agardh ex Greville
  - Ardreanema R.E.Norris & I.A.Abbott
  - Campylaephora J.Agardh
  - Carpoblepharis Kützing
  - Centroceras Kützing
  - Centrocerocolax A.B.Joly
  - Ceramium Roth
  - Corallophila Weber Bosse
  - Gayliella T.O.Cho, L.McIvor & S.M.Boo
  - Herpochondria F.Schmitz & Falkenberg
  - Microcladia Greville
  - Reinboldiella De Toni
  - Syringocolax Reinsch
- Tribus Dohrnielleae Feldmann-Mazoyer
  - Antithamnionella Lyle
  - Callithamniella Feldmann-Mazoyer
  - Dohrniella Funk
- Tribus Heterothamnieae E.M.Wollaston
  - Acrothamniopsis Athanasiadis & Kraft
  - Amoenothamnion Wollaston
  - Elisiella Womersley
  - Heterothamnion J.Agardh
  - Leptoklonion Athanasiadis
  - Tetrathamnion E.M.Wollaston
  - Trithamnion Wollaston
- Tribus Pterothamnieae Athanasiadis
  - Pterothamnion Nägeli
- Tribus Scagelieae Athanasiadis
  - Scagelia E.M.Wollaston
- Scagelothamnieae Athanasiadis
  - Scagelothamnion Athanasiadis

Subfamilia Incertae sedis
- Episporium Möbius
- Perischelia J.Agardh ex Kylin

Ceramiaceae subfamilia incertae sedis
- Tribus Delesseriopsideae, Itono & Tanaka
  - Balliella Itono & Tak.Tanaka
  - Delesseriopsis Okamura